# Marianne Gusenbauer-Jäger

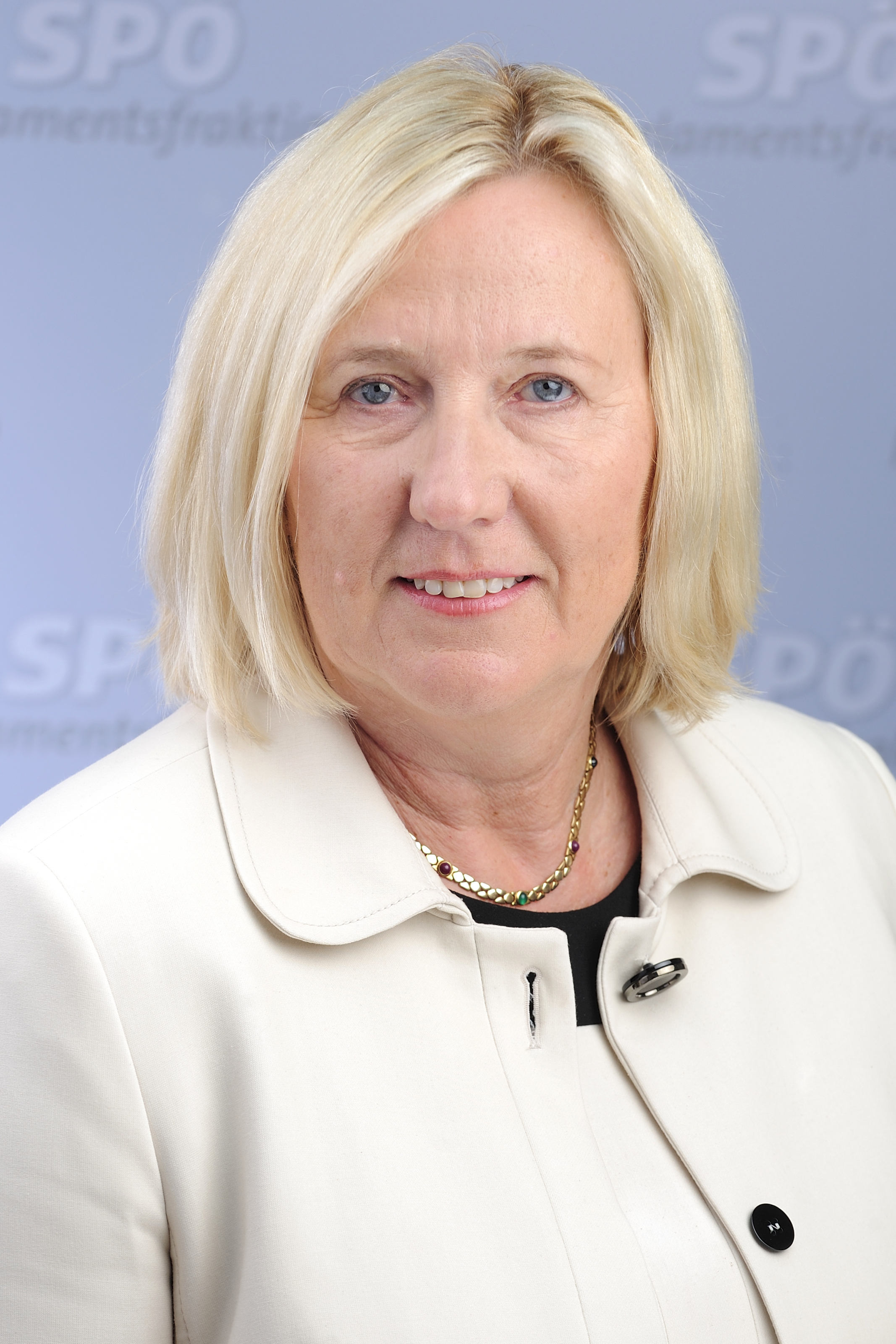
Marianne Gusenbauer-Jäger 2014

Marianne Gusenbauer-Jäger (* 14. Oktober 1956 in Linz) ist eine österreichische Politikerin (SPÖ). Von Oktober 2013 bis November 2017 war sie Abgeordnete des österreichischen Nationalrats.

## Leben und Wirken
Gusenbauer-Jäger absolvierte nach der Pflichtschule von 1971 bis 1976 das Oberstufenrealgymnasium in Perg und anschließend von 1976 bis 1979 die Pädagogische Akademie der Diözese Linz die Ausbildung zur Hauptschul-Lehrerin. Sie übte ihren Beruf von 1979 bis 2009 ganztägig sowie mehrere Monate im Jahr 2013 in Teilzeit in der Hauptschule in Pregarten aus, wo sie Deutsch und Sport unterrichtete.
Seit 2003 ist sie Mitglied des Gemeinderats der Marktgemeinde Schwertberg. Am 8. Jänner 2009 wurde sie dort zur Bürgermeisterin gewählt. Für die Bürgermeisterwahl am 27. September 2015 stand sie nicht mehr zur Verfügung. Ihre Bürgermeisterfunktion endet daher mit der konstituierenden Sitzung am 9. November 2015. Mit ihrer Tätigkeit als Bürgermeisterin waren zahlreiche politische Funktionen im regionalen Umfeld verbunden. Darüber hinaus ist sie Vorstandsmitglied beim ASKÖ Oberösterreich Regionalverband Mühlviertel und im Ortsstellenausschuss des Roten Kreuzes in Schwertberg.
Von 29. Oktober 2013 bis zum 8. November 2017 war sie Abgeordnete zum Nationalrat.

## Gerichtsverfahren
Aufgrund ihrer Doppelfunktion wurde die Nationalratsabgeordnete Gusenbauer-Jäger 2013 verdächtigt möglicherweise bis zu € 140.000 zu viel an Bezügen (Witwenpension und Bürgermeistergehalt) ausbezahlt bekommen zu haben, weswegen sie vor Gericht musste. Die Diskussion war u. a. ausschlaggebend für die (allerdings nicht rückwirkende) Änderung des Bezügegesetzes in Oberösterreich, womit Gusenbauer-Jäger recht gegeben wurde.
Im Herbst 2014 stand Gusenbauer-Jäger wegen Amtsmissbrauch vor Gericht. Sie hat die fristgerechte Behebung von Mängel im Schwertberger Senioren- und Pflegeheim unterlassen. Am Ende des Verfahrens wurde sie für schuldig befunden und zu einem Bußgeld von 20.000 € verurteilt. In der Gemeinderatssitzung vom 29. Januar 2015 brachte die Fraktion der SPÖ den Antrag zur Erstattung der Anwaltskosten für das Verfahren von Gusenbauer-Jäger ein.